# Mikel Unanue Calvo
Mikel Unanue Calvo (Sant Sebastià (País Basc 1968) és un jugador professional de Pilota basca, en la posició de davanter, esquerrà, en nòmina de l'empresa Asegarce.
Va debutar l1 d'agost de 1987 al frontó Zinema de Zarautz, i es va retirar el 26 de desembre de 2007 al Beotibar de Tolosa.

## Palmarés
- Campió per parelles, 1998.
- Subcampió per parelles, 1992, 1995 i 2000.
- Campió del Quatre i mig, 1999.
- Subcampió del Quatre i Mig, 1995.